# Margarita de Parma
Margarita de Austria, conocida como Margarita de Parma, (Oudenaarde, 5 de julio de 1522-Ortona, 18 de enero de 1586) fue hija ilegítima de Carlos I de España y de Johanna Maria van der Gheynst.  Fue duquesa consorte de Florencia y Parma, y gobernadora de los Países Bajos Españoles.

## Biografía

### Primeros años
Su madre, Johanna, sirvienta de Charles de Lalaing, señor de Montigny, era flamenca. El rey Carlos I de España, en la única referencia personal en su testamento, declaró que «estando en estas partes de Flandes, antes que me casase y desposase, hube una hija natural que se llama Madama Margarita». Poco después de su nacimiento, Margarita fue confiada a la familia Douwrin durante algún tiempo. 
Su destino habría sido crecer como una hija natural más, sin privilegios o poder y con un oscuro porvenir. Sin embargo, se vio encumbrada gracias a su tía abuela, Margarita de Austria, gobernadora de los Países Bajos desde 1507, la cual decidió encargarse de su educación. Después de la muerte de Margarita, en 1530, le sucedió como gobernadora su tía María de Austria, reina viuda de Hungría, la cual también tomó la tutela de la pequeña Margarita, su sobrina carnal.

### Duquesa de Florencia
Los convulsos asuntos de Italia y la lucha de poderes con el rey Francisco I de Francia estaban en plena efervescencia en la década de 1520. En 1527, viéndose cercado después del Saco de Roma, el papa Clemente VII finalmente aceptó firmar la paz con el emperador Carlos V de Alemania en 1529, el cual como parte del trato debió reponer a los Médici en el gobierno de Florencia en la persona de Alejandro de Médici, aparentemente hijo natural del papa con una sirvienta negra. Como manera de conservar la lealtad del papa de manera definitiva, se acordó el compromiso de Alejandro con Margarita, de apenas cinco años de edad. El 9 de julio de 1529, Margarita fue legitimada por su padre a ruego de su tía abuela, Margarita de Austria.
Alejandro de Médici no entró formalmente en Florencia como su duque soberano hasta el 5 de julio de 1531; nueve meses más tarde, en abril de 1532, el emperador elevó a Florencia al rango de ducado hereditario. 
El 29 de febrero de 1536 se celebró el enlace entre Alejandro de Médici y Margarita de Austria en Nápoles. La novia, para entonces de apenas 13 años, tuvo que soportar desde el comienzo de su matrimonio la indiferencia de su marido, el cual permanecía fielmente al lado de su único amor, Taddea Malaspina, la cual le había dado dos hijos. 
Once meses más tarde, el 6 de enero de 1537, Alejandro fue asesinado por un primo lejano Lorenzino de Médici y Florencia pasó a manos de una nueva rama de los Médici. Viuda con apenas 14 años, Margarita regresó a los Países Bajos al lado de su tía, María, donde permaneció hasta que su padre decidió una nueva alianza italiana para ella.

### Duquesa de Parma
En el año 1539, Margarita contrajo matrimonio con Octavio Farnesio, duque de Parma; desde ese entonces se la conoce como Margarita de Parma. De esta unión nació un único hijo, Alejandro Farnesio.

### Gobernadora de los Países Bajos
El 7 de agosto de 1558, Margarita de Parma fue nombrada gobernadora de los Estados Generales de los Países Bajos, en medio de una difícil y convulsionada situación, ya que el protestantismo calvinista estaba extendiéndose con fuerza en aquellos dominios españoles. 
En esos países existían constantes problemas internos, una alarmante situación económica, problemas sociales y continuos complots de la nobleza: a eso había que añadir que la política de su medio hermano, el rey Felipe II de España, causó grandes estragos en la gobernación de los Países Bajos. 
En el mes de agosto del año 1566, estallaron una serie de disturbios y protestas. Margarita de Parma no recibió ningún apoyo por lo que tuvo que recurrir a la diplomacia para separar a la nobleza del levantamiento popular. 
Una vez logrado esto, el levantamiento empezó a ser sofocado, recuperando Tournai el 2 de enero de 1567, Limburgo y Valenciennes el 24 de marzo. Aunque demasiado tarde según el criterio de Felipe II quien conmocionado por la destrucción de iglesias e imágenes católicas, nombró a Fernando Álvarez de Toledo y Pimentel, III duque de Alba de Tormes (descendiente del rey Alfonso XI de Castilla) para reemplazar a su media hermana Margarita en la gobernación de los Países Bajos, tomando posesión en Bruselas el 22 de agosto.
Margarita se retiró a L'Aquila, en Italia. Fue nombrada gobernadora de Abruzzo, donde había heredado un dominio de su difunto esposo. Actuó como asesora de su hijo Alejandro y también de su medio hermano, Juan de Austria. En 1578, su hijo fue designado gobernador general de los Países Bajos; Felipe la nombró su co-regente, con la intención de que se equilibraran entre sí. Sin embargo, no pudieron trabajar juntos, y Margarita se retiró a Namur en 1582. Felipe le dio permiso para regresar a Italia en 1583. Murió en Ortona en 1586 y fue enterrada en la iglesia de San Sisto, en Piacenza.
Charlie R. Steen la describe como "una mujer dedicada al compromiso y la conciliación en los asuntos públicos". 

## Ancestros
|  |                                     |  |  |  |  |  |  |  |  |  |  |  |  |  |  |  |
|  | 16. Federico III de Habsburgo       |  |  |  |  |  |  |  |  |  |  |  |  |  |  |  |
|  |                                     |  |  |  |  |  |  |  |  |  |  |  |  |  |  |  |
|  |                                     |  |  |  |  |  |  |  |  |  |  |  |  |  |  |  |
|  | 8. Maximiliano I de Habsburgo       |  |  |  |  |  |  |  |  |  |  |  |  |  |  |  |
|  |                                     |  |  |  |  |  |  |  |  |  |  |  |  |  |  |  |
|  |                                     |  |  |  |  |  |  |  |  |  |  |  |  |  |  |  |
|  | 17. Leonor de Avis                  |  |  |  |  |  |  |  |  |  |  |  |  |  |  |  |
|  |                                     |  |  |  |  |  |  |  |  |  |  |  |  |  |  |  |
|  |                                     |  |  |  |  |  |  |  |  |  |  |  |  |  |  |  |
|  | 4. Felipe I de Castilla             |  |  |  |  |  |  |  |  |  |  |  |  |  |  |  |
|  |                                     |  |  |  |  |  |  |  |  |  |  |  |  |  |  |  |
|  |                                     |  |  |  |  |  |  |  |  |  |  |  |  |  |  |  |
|  | 18. Carlos el Temerario             |  |  |  |  |  |  |  |  |  |  |  |  |  |  |  |
|  |                                     |  |  |  |  |  |  |  |  |  |  |  |  |  |  |  |
|  |                                     |  |  |  |  |  |  |  |  |  |  |  |  |  |  |  |
|  | 9. María de Borgoña                 |  |  |  |  |  |  |  |  |  |  |  |  |  |  |  |
|  |                                     |  |  |  |  |  |  |  |  |  |  |  |  |  |  |  |
|  |                                     |  |  |  |  |  |  |  |  |  |  |  |  |  |  |  |
|  | 19. Isabel de Borbón                |  |  |  |  |  |  |  |  |  |  |  |  |  |  |  |
|  |                                     |  |  |  |  |  |  |  |  |  |  |  |  |  |  |  |
|  |                                     |  |  |  |  |  |  |  |  |  |  |  |  |  |  |  |
|  | 2. Carlos I de España               |  |  |  |  |  |  |  |  |  |  |  |  |  |  |  |
|  |                                     |  |  |  |  |  |  |  |  |  |  |  |  |  |  |  |
|  |                                     |  |  |  |  |  |  |  |  |  |  |  |  |  |  |  |
|  | 20. Juan II de Aragón               |  |  |  |  |  |  |  |  |  |  |  |  |  |  |  |
|  |                                     |  |  |  |  |  |  |  |  |  |  |  |  |  |  |  |
|  |                                     |  |  |  |  |  |  |  |  |  |  |  |  |  |  |  |
|  | 10. Fernando II de Aragón           |  |  |  |  |  |  |  |  |  |  |  |  |  |  |  |
|  |                                     |  |  |  |  |  |  |  |  |  |  |  |  |  |  |  |
|  |                                     |  |  |  |  |  |  |  |  |  |  |  |  |  |  |  |
|  | 21. Juana Enríquez                  |  |  |  |  |  |  |  |  |  |  |  |  |  |  |  |
|  |                                     |  |  |  |  |  |  |  |  |  |  |  |  |  |  |  |
|  |                                     |  |  |  |  |  |  |  |  |  |  |  |  |  |  |  |
|  | 5. Juana I de Castilla              |  |  |  |  |  |  |  |  |  |  |  |  |  |  |  |
|  |                                     |  |  |  |  |  |  |  |  |  |  |  |  |  |  |  |
|  |                                     |  |  |  |  |  |  |  |  |  |  |  |  |  |  |  |
|  | 22. Juan II de Castilla             |  |  |  |  |  |  |  |  |  |  |  |  |  |  |  |
|  |                                     |  |  |  |  |  |  |  |  |  |  |  |  |  |  |  |
|  |                                     |  |  |  |  |  |  |  |  |  |  |  |  |  |  |  |
|  | 11. Isabel I de Castilla            |  |  |  |  |  |  |  |  |  |  |  |  |  |  |  |
|  |                                     |  |  |  |  |  |  |  |  |  |  |  |  |  |  |  |
|  |                                     |  |  |  |  |  |  |  |  |  |  |  |  |  |  |  |
|  | 23. Isabel de Portugal              |  |  |  |  |  |  |  |  |  |  |  |  |  |  |  |
|  |                                     |  |  |  |  |  |  |  |  |  |  |  |  |  |  |  |
|  |                                     |  |  |  |  |  |  |  |  |  |  |  |  |  |  |  |
|  | 1. Margarita de Parma               |  |  |  |  |  |  |  |  |  |  |  |  |  |  |  |
|  |                                     |  |  |  |  |  |  |  |  |  |  |  |  |  |  |  |
|  |                                     |  |  |  |  |  |  |  |  |  |  |  |  |  |  |  |
|  | 6. Gilles Johann van der Gheynst    |  |  |  |  |  |  |  |  |  |  |  |  |  |  |  |
|  |                                     |  |  |  |  |  |  |  |  |  |  |  |  |  |  |  |
|  |                                     |  |  |  |  |  |  |  |  |  |  |  |  |  |  |  |
|  | 3. Johanna Maria van der Gheynst    |  |  |  |  |  |  |  |  |  |  |  |  |  |  |  |
|  |                                     |  |  |  |  |  |  |  |  |  |  |  |  |  |  |  |
|  |                                     |  |  |  |  |  |  |  |  |  |  |  |  |  |  |  |
|  | 7. Johanna van der Caye van Cocambi |  |  |  |  |  |  |  |  |  |  |  |  |  |  |  |
|  |                                     |  |  |  |  |  |  |  |  |  |  |  |  |  |  |  |
|  |                                     |  |  |  |  |  |  |  |  |  |  |  |  |  |  |  |

| Predecesor: Manuel Filiberto de Saboya | Gobernadora de los Países Bajos Españoles 1558-1567 | Sucesor: Fernando Álvarez de Toledo y Pimentel |